# Юрак, Людевит
Людевит Юрак (6 октября 1881 г., Залуга, Хум-на-Сутли, — 9 июня 1945 г., Загреб) — хорватский патологоанатом и судебный медик. Считается основателем медицинской патологической анатомии человека и ветеринарной патологической анатомии в Хорватии. Казнён за то, что в 1943 г. участвовал в расследовании расстрелов в Виннице эпохи «большого террора».

## Биография
Людевит Юрак родился в селе Залуга вблизи Хума на Сутли в 1881 году у отца Степана и матери Амалии (род. Прогельхофер). Обучался в классической гимназии в Загребе, которую окончил в 1902 году. Получил медицинское образование в Инсбруке а 1910 году. Закончив обучение, он остался работать в Инсбруке ассистентом кафедры патологической анатомии. В 1913 году в Загребе была создана прозектура, которую Людевит Юрак возглавил и руководил ею до конца жизни. В 1921 году он стал профессором общей патологии и патологической анатомии на вновь созданном факультете ветеринарной медицины в Загребе. На факультете ветеринарной медицины в Загребе он был деканом и заместителем течение одного срока, и работал там до конца своей жизни. С 1922 по 1932 год — профессор судебной медицины на Загребском медицинском факультете. Проводил новаторские исследования нервной системы человека. В 1928 году он проводил анатомический анализ тела хорватского политика Степана Радича после смерти последнего в результате убийства в Белградской Скупщине.

### Вторая Мировая война
Как известный специалист в области патологической анатомии и судебной медицины, Юрак был членом Международной комиссии Красного Креста из одиннадцати экспертов, которая исследовала братские могилы в Виннице на западе Украины с 12 по 15 июля 1943 года. Используя чисто научные методы и действуя достаточно беспристрастно, Комиссия установила причину (выстрел в затылок) и время (1938) гибели около 2000 украинских крестьян и рабочих, расстрелянных по приговору сталинских «троек». Об этом Юрак опубликовал статью «Skupni grobovi u Vinici» («Коллективные могилы в Виннице»), опубликованную в официальной газете «Хорватский народ», № 790 от 25 июля 1943 года. Он также сотрудничал в Хорватской энциклопедии, 1941—1945.

### После Второй мировой войны

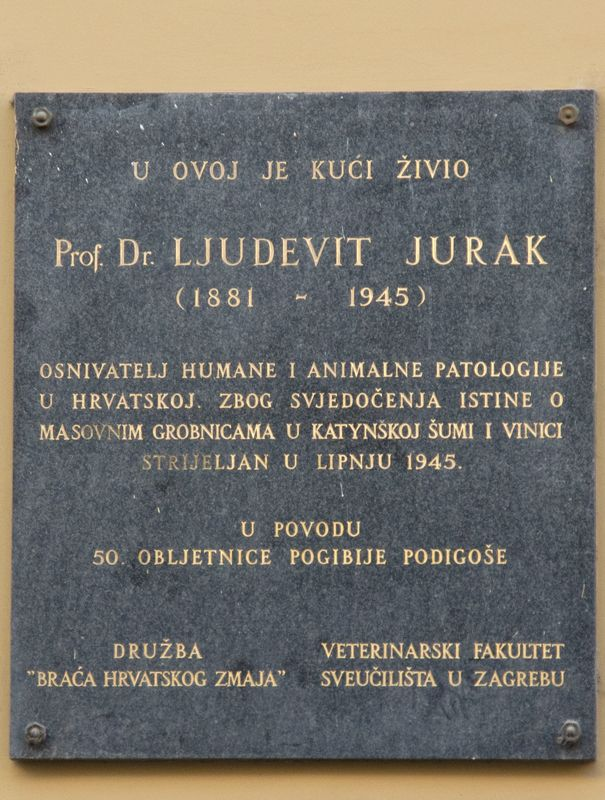
Мемориальная доска на доме Каллина на улице Гундуличева, где жил Людевит Юрак.

После Второй мировой войны, 15 мая 1945 года, Юрак был арестован новой коммунистической властью по требованию советского НКВД. В обмен на свободу ему предложили снять свою подпись с доклада Международной комиссии по Виннице и заявить, что он поставил её под принуждением, но Юрак отказался. После отказа военный суд Загребского городского командования приговорил его 9 июня 1945 г. с формулировкой «за военные преступления» к смертной казни путём расстрела, лишению гражданских прав и конфискации имущества. Согласно определению следственной комиссии, профессор доктор Юрак был виновен в приписывании расстрелов в Виннице «дружественной советской России» и «сознательно и злонамеренно проводил пропаганду против дружественной Советской России». По некоторым данным, его убили ещё до приговора суда. Приговор подписал коммунистический деятель Владимир Раногаец.
На заседании Сената Загребского университета 15 сентября 1991 года было объявлено о его реабилитации.

## Память
- С 1990 года проводится Международный симпозиум сравнительной патологии «Людевит Юрак».[10]
- В 1998 году в память о профессоре Людевите Юраке и его вкладе в медицину, судебную медицину и ветеринарию была учреждена премия «Людевит Юрак» в области сравнительной патологии.[11]
- Его именем было названо отделение патологии клинической больницы сестёр милосердия.